# 大江慎一郎
大江 慎一郎（おおえ しんいちろう ）は、愛知県出身の漫画家。メガネマン名義で、Flashクリエイター活動も行っている。

## 略歴

### 大江慎一郎名義
- 2000年12月期天下一漫画賞に『進化人間ススム』で最終候補に残る。
- 2005年、『赤マルジャンプ』2005年WINTER号掲載の「メガネのペクトル」（2話掲載）にてデビュー。その後2005年から2006年にかけて、『週刊少年ジャンプ』に数度の代原読切を掲載。
- 2006年、第63回赤塚賞（2005年度下期）にて「爆裂非常勤講師ビッグバン」で佳作受賞。
- 『週刊少年ジャンプ』2008年4・5合併号から同年24号まで「私立ポセイドン学園高等部」を連載。その後、同年52号にて読切『クソロボ』を掲載。
- 『ジャンプスクエア』2010年1月号に読切『ぐるみ』を掲載。
- 『少年ジャンプ+』にて『Vジャンプぷっしゅ』を連載（大江しんいちろう名義）。

### メガネマン名義
- 2006年11月、『がんばれ!サラリーマン!〜登場の巻〜』で、livedoorネトアニグランプリ銀賞受賞。以降、livedoorネトアニグランプリで度々賞を受賞する。
- 2007年4月、中京テレビにて、『Paraサイト劇場 がんばれ!サラリーマン!』放送開始。
- 2007年9月、中京テレビ「ウキ→ビジュ」に出演。

## 作品リスト

### 漫画作品（大江慎一郎名義）
- メガネのペクトル（『赤マルジャンプ』2005年WINTER号掲載） - 2話掲載。
- 肉ガリ-NIKUGARI-（『週刊少年ジャンプ』2005年15号掲載） - 代原掲載、『私立ポセイドン学園高等部』第二巻掲載。
- 爆裂非常勤講師ビッグバン（『週刊少年ジャンプ』2006年3号掲載） - 代原掲載、『私立ポセイドン学園高等部』第二巻掲載。
- タロ・ザ・フューチャー（『週刊少年ジャンプ』2006年12号掲載） - 代原掲載。
- オオエ丼（『週刊少年ジャンプ』2006年13号掲載） - 代原掲載、『私立ポセイドン学園高等部』第一巻掲載。
- 爆笑妖怪めらりにょん（『週刊少年ジャンプ』2006年20号掲載） - 代原掲載、『私立ポセイドン学園高等部』第一巻掲載。
- ホンワカ学級（『週刊少年ジャンプ』2006年38号掲載） - 代原掲載。
- メガネマッスル〜ツヨシ最強伝説〜（『週刊少年ジャンプ』2007年17号掲載） - 獅砲撃格闘術道場の後継者である獅砲剛によるゴールデン学園での格闘・学園漫画。
- 私立ポセイドン学園高等部（『週刊少年ジャンプ』2008年4・5合併号 - 24号）- 全二巻
- クソロボ（『週刊少年ジャンプ』2008年52号）
- ぐるみ（『ジャンプスクエア』2010年1月号）
- 宇宙警察テツオ（『最強ジャンプ』2011年夏号 - 2013年6月号）
- 限界!!ギリギリクラブ（『最強ジャンプ』2014年4月号・読み切り）
- Vジャンプぷっしゅ（『少年ジャンプ+』、大江しんいちろう名義）
- 英雄!シーザーさん（『別冊少年チャンピオン』2016年11月号 - 2019年7月号、大江しんいちろう名義）
- 今日こそデスゲーム（『週刊少年チャンピオン』2018年53号・読み切り、大江しんいちろう名義）
- 困ったじいさん（『Twitter』2018年11月22日 - 、『LINEマンガ』2020年1月28日 - 、大江しんいちろう名義）
- 雑巾しぼり太郎（『別冊少年チャンピオン』2019年10月号・読み切り、大江しんいちろう名義）
- 嫁姑は仲良くケンカする（『主任がゆく!スペシャル』vol.154[1][2] - 、大江しんいちろう名義）
- ミツルクエスト！〜僕とゲーム充おじさんの冒険〜（『最強ジャンプ』2023年3月号[3]、大江しんいちろう名義）
- ミツルクエスト！（『最強ジャンプ』2023年8月号[4] - 2025年7月号[5]、2025年9月号（特別番外編）[6]、大江しんいちろう名義）

### Flash作品（メガネマン名義）
以下すべて、「livedoorネトアニグランプリ」での受賞履歴
- がんばれ!サラリーマン!〜登場の巻〜 - 銀賞受賞。
- がんばれ!サラリーマン!〜泥棒だ!の巻〜 - 銀賞受賞。
- がんばれ!サラリーマン!〜ゴルフ接待だ!の巻〜 - 銀賞受賞。
- がんばれ!サラリーマン!〜運命の人現る!の巻〜 - 銅賞受賞。
- がんばれ!サラリーマン!〜遅刻だ!の巻〜 - 銅賞受賞。
- がんばれ!サラリーマン!〜ランチといったら洋食屋の巻〜 - 銅賞受賞。
- がんばれ!サラリーマン!〜ボーリングだ!の巻〜 - 銅賞受賞。
- がんばれ!サラリーマン!〜動物園だ!の巻〜 - 佳作受賞。
- 名探偵ゴリラ - 佳作受賞。
- がんばれ!サラリーマン!〜お勘定は…?の巻〜 - 銅賞受賞。
- がんばれ!サラリーマン!〜コミュニケーションは魂だ!の巻〜 - 銅賞受賞。
- キリンのうた - 佳作受賞。
- がんばれ!サラリーマン!〜愛の架け橋!の巻〜 - 銅賞受賞。

### その他
- 『最強ジャンプ』最新号ニュースお届けマンガ（2022年4月[7] - 2023年7月[8]、大江しんいちろう名義）